# Rupsa
Rupsa (nep. रूप्सा) – gaun wikas samiti w zachodniej części Nepalu w strefie Karnali w dystrykcie Kalikot. Według nepalskiego spisu powszechnego z 2011 roku liczył on 612 gospodarstw domowych i 3988 mieszkańców (1968 kobiet i 2020 mężczyzn).